# Що за хлопець?
«Що за хлопець?» — німецька комедія режисера і актора у головній ролі — Маттіаса Швайгхефера. Виробництво фільму базується на сценарії Швайгхефера та автора Дорона Висоцького і зображеного ним 30-річного вчителя із Франкфурта Алека Новака. У фільмі також знімалися: Сібель Кекіллі, Маві Хьорбігер, Еліас М'Барек і Томас Кречманн.
Фільм виготовлено Fox International Production та Pantaleon Films і у вересні-листопаді 2010 року першочергово поставлено у Франкфурті, а також у Оффенбасі і Дюссельдорфі. Швайгхефер уперше заявив про себе не лише як актор, а й автор, продюсер і режисер. Комедія випущена 25 серпня 2011 року для публічного перегляду у Німеччині, де фільм наштовхнувся на різноманітну критику. Близько 1,8 мільйона відвідувачів лише у Німеччині і касовим збором у розмірі 12,5 мільйонів євро «Що за хлопець?» після «Спокусника» і став другим найуспішнішим кіновиробництвом кінороку 2011.
За фільм Маттіас Швайгхефер нагороджений премією die Hessischer Filmpreis; 2012 року сам фільм отримав нагороду die Jupiter-Preis у категорії «Найкращий німецький фільм».

## Сюжет
Коли 30-річного Алекса Новака після тривалих стосунків покинула його дівчина-модель Каролін, зрадивши із сусідом-фотографом Єнсом і вигнавши Алекса зі спільного житла, для вчителя молодших класів світ перекинувся догори дригом. Він знаходить пристанище у своєї хорошої подруги Нелі, захисниці тварин, яка вважає, що нарешті стане щасливою у близьких стосунках із французом Етьєном, який живе у Китаї. Через кризу сенсу життя та товариша Окке, Алекс нажується дійти до суті питання причини краху його стосунків. Отож він відправляється у бурхливі пошуки за відповіддю на питання: «Коли людина дійсно є людиною?» При цьому між Алексом і Нелі, які знайомі ще зі школи, розвивається кохання, яке все ж таки вистояло всі злети і падіння.

## Передумови

### Виникнення
Сценарій до «Що за хлопець?» частково ґрунтується на власному досвіді Швайгхефера. Головну ідею фільму він розвинув разом із мюнхенським керівником сценаристів, Майклом Гутманном, який порекомендував йому як автора сценарію свого знайомого Дорона Висоцького. Швайгхефер характеризує гумор фільму як «щось абсурдне» у порівнянні з попередніми комедіями, у яких він був задіяний.
Спочатку Швайгхефер хотів реалізувати абсолютно інший матеріал як перший проект своєї власної виробничої компанії, але після вирахування очікуваних витрат, наважився на виробництво більш сприятливої «легкої комедії».